# Circonscription de Sekura
La circonscription de Sekura est une des 177 circonscriptions législatives de l'État fédéré Oromia, elle se situe dans la Zone Jimma. Son représentant actuel est Miftah Kemal Beyan.